# Eugnathogobius indicus
Eugnathogobius indicus és una espècie de peix de la família dels gòbids i de l'ordre dels perciformes.

## Morfologia
- Els mascles poden assolir 2,7 cm de longitud total.
- Nombre de vèrtebres: 26.[4]

## Hàbitat
És un peix de clima tropical i bentopelàgic.

## Distribució geogràfica
Es troba a Kenya, Moçambic i les Seychelles.

## Observacions
És inofensiu per als humans.